# ハンス・シェーファー
ハンス・シェーファー（Hans Schäfer、1927年10月19日 - 2017年11月7日）は、ドイツ出身の元サッカー選手。ポジションはフォワード（ウインガー）、ミッドフィールダー。

## 経歴
シェーファーは1948年に1.FCケルンで選手経歴を開始した。ケルンでは中心選手として活躍し、1962年5月12日に行われたドイツ選手権決勝では1.FCニュルンベルクを4-0で下し優勝に貢献。また1963年に創設されたブンデスリーガでは初代王者となり、同年にドイツ年間最優秀選手賞を受賞した。
西ドイツ代表としては1952年11月9日に行われたスイス代表戦でデビューをした。1954年のFIFAワールドカップ・スイス大会では1次リーグのトルコ代表戦で1得点、1次リーグプレーオフのトルコ代表戦で2得点、準決勝のオーストリア代表戦で1得点の合計4得点を挙げる活躍で同国の初優勝に貢献した。その後も1958年のFIFAワールドカップ・スウェーデン大会と1962年のFIFAワールドカップ・チリ大会に出場するなど、国際Aマッチ39試合に出場し15得点を記録した。
2017年10月に90歳の誕生日を迎えた後の同年11月7日、家族に看取られて亡くなった。